# Isabel Ferrer Giner
Isabel Ferrer Giner (Castelló de la Plana, 1736 - Castelló de la Plana, 1793) fou una noble i benefactora il·lustrada valenciana, que invertí els seus diners a fer una escola per als pobres. També fou coneguda com a Isabel, María, Benita, Ramona, Eugenia, Susana, Joaquina, Josefa, Margarita, Magdalena i Antonia Ferrer Giner.

## Biografia
Va veure la llum a Castelló el 1736 i la batejaren el 9 de juliol a l'església parroquial d'aquesta localitat. Li atorgaren 11 noms propis, segons consta a la Fe de Bateig: Isabel, María, Benita, Ramona, Eugenia, Susana, Joaquina, Josefa, Margarita, Magdalena i Antonia.
Era filla de Manuel Ferrer, advocat de família acomodada, i de Magdalena Giner, de qui va heretar un il·lustre cognom nobiliari vinculat a un dels llinatges més antics. Dona piadosa i caritativa, va continuar fadrina fins al final dels seus dies. Es va envoltar de l'ambient religiós i clerical del Castelló setcentista. Entre les seues persones de confiança i marmessors dels seus testaments figuren membres destacats dels convents del dominics i dels agustins. Entre ells, Fra José Rocafort, qui ens ha deixat testimonis sobre la seua vida.
Va rebre un dot familiar folgat i suficient, que va economitzar per assolir el seu somini: la creació d'una Casa d'Ensenyament gratuïta per a xiquetes pobres. Ella mateixa ho va explicitar al seu segon testament amb «l'estretor amb què he viscut», per a aconseguir una Fundació Pia. Afortunadament, el seu patrimoni comptava amb terres de conreu, garroferes i vinyes en sis de les partides agrícoles més importants de Castelló.
Destinà el domicili particular i el llegat familiar com a seu de la Casa d'Ensenyment, situat al carrer Figueroles. Aquesta casa assolellada contenia belles peces artístiques d'imagineria barroca (sants, serafins i corporals), que va donar a l'església de sant Agustí el 1772. Disposava, a més, d'un oratori privat. Durant alguns anys va anar adequant l'habitatge com a centre d'acollida per a les xiquetes i com a alberg per a les meses de la Casa d'Ensenyament. Obra de caràcter benèfic i assistencial més que no pas educatiu, combinava l'ensenyament de la doctrina cristiana amb costura i altres habilitats «de la ahuja, burdados, encaxe y todo lo demas». El seu llegat entrava de ple en la forma tradicional d'entendre l'educació femenina, on s'adquirien els coneixements propis del seu sexe, especialment de costura. La seua fundació desitjava aconseguir una educació honesta i feinera perquè les xiquetes «salgan unas perfectas madres de familia, o unas verdaderas religiosas, según sus respectivas vocaciones». El Consistori de Castelló mateix va qualificar la Casa d'Ensenyament com una «fundació heroica», on s'albergaren 220 xiquetes el 1785.
Les disposicions testamentàries de 1778 i 1793 ens parlen del seu ideari religiós. El seu credo era escolàstic, de procedència teològica tomista com figura a la seua encomanda de l'ànima, part fonamental dels seus testaments. Diferia, per tant, d'altres actituds doctrinàries més avançades de la Il·lustració cristiana espanyola. També els requisits exigibles a les mestres, en qui queia la responsabilitat de la impartició de la doctrina cristiana, primaven, a més de la instrucció i dels bons costums, la preferència de ser beates d'hàbit de la Tercera Orde de sant Domènec, i nascudes a Castelló.
Va coincidir amb el bisbe Climent durant alguns anys de la seua vida, quan aquest va fundar amb béns propis a Castelló el Col·legi d'Orfes, per a xiquets i xiquetes pobres, el 14 de desembre de 1776. Dos anys després, el 1778, Isabel faria el mateix amb 42 anys. La inspiració de la Casa d'Ensenyament sembla trobar-se a les obres pies d'Andrés Mayoral, arquebisbe de València.
Va confiar els seus actes funeraris postrers a l'església parroquial, possiblement després de 1794, ja que en aquesta data va realitzar un donatiu inter vivos als seus nebots, els Giner. Soterrada a la sepultura familiar amb l'hàbit de sant Domènec del convent de les religioses de Vila-real, fou el seu darrer desig que des de sa casa a l'església de Santa Maria els pobres la conduïren a la llar eterna.